# Queen + Adam Lambert Tour 2017–2018
Queen + Adam Lambert Tour 2017—2018 — світовий концертний тур британського рок-гурту «Queen» і американського співака Адама Ламберта. Північноамериканський етап туру почався 23 червня 2017 року в Глендейлі, штат Аризона, на арені Гіла-Рівер і тривав по всьому континенту до останнього шоу у Тойота-центрі у Х'юстоні. У континентальній Європі тур розпочався у Празі 1 листопада 2017 року і закінчився у Копенгагені 22 листопада, а потім відновився у Великій Британії та Ірландії 25 листопада. Британський етап туру завершився на Бірмінгем-арені у Бірмінгемі 16 грудня 2017 року. Потім гурт відіграв концерти в Океанії, починаючи з 17 лютого 2018 року в Окленді, закінчуючи 6 березня шоу на Перт-арені. Загальний тур завершився ще одним європейським етапом. Тур знаменував собою другий візит гурту до Північної Америки та Океанії, обидва з яких відбулися у 2014 році в рамках туру Queen + Adam Lambert Tour 2014–2015.

## Передумови
Після виступу з фіналістами «American Idol» Крісом Алленом і Адамом Ламбертом під час фіналу сезону програми 2009 року, тодішні члени «Queen» Браян Мей і Роджер Тейлор, почали міркувати про майбутнє гурту після дружнього відходу від гастролів з гуртом вокаліста Пола Роджерса. Через два роки, на церемонії вручення премії MTV Europe Music Awards, «Queen» була вручена премія Global Icon, прийнята Меєм. В рамках трансляції, «Queen» виконали короткий набір пісень з Ламбертом, отримавши переважне схвалення. Незабаром з'явилися припущення про співпрацю з Ламбертом, і троє музикантів офіційно оголосили про коротке літнє турне по Європі у 2012 році, включаючи три концерти у Hammersmith Apollo у Лондоні, а також концерти в Україні, Росії та Польщі. Як і у випадку партнерства з Полом Роджерсом, Джон Дікон вирішив не брати участі.
Після 66-денного світового туру у 2014—2015 роках і добре прийнятого європейського літнього туру 2016 року, 26 січня було оголошено, що гурт повернеться в Північну Америку для туру по 25-ти містам. Тур включав в себе дві ночі в Hollywood Bowl у Лос-Анджелесі, а також виступ на нещодавно збудованій Т-Мобайл-арені у Лас-Вегасі і Барклайс-центрі у Брукліні. Північноамериканський етап завершився у Тойота-центрі у Х'юстоні 5 серпня 2017 року. У квітні 2017 року, гурт оголосив європейські дати, заплановані на листопад та грудень цього року. За два місяці було повідомлено, що гурт виступить в Новій Зеландії та Австралії в лютому і березні 2018 року. У лютому 2018 року був оголошений другий європейський етап.
У березні 2017 року перкусіоніст Руфус Тайгер Тейлор підтвердив у своєму пості в Instagram, що він не буде гастролювати з гуртом в перший раз з моменту початку співпраці з Ламбертом, посилаючись на несумісність графіка з його гуртом «The Darkness». Його місце зайняв давній барабанщик «Queen Extravaganza» Тайлер Воррен.

## Сет-лист
| Північноамериканський тур 2017 року 1. "We Will Rock You" (тизер) 2. "Hammer to Fall" 3. "Stone Cold Crazy" 4. "Another One Bites the Dust" 5. "Fat Bottomed Girls" 6. "Killer Queen" 7. "Two Fux" 8. "Don't Stop Me Now" 9. "Bicycle Race" 10. "I'm In Love With My Car" 11. "Get Down, Make Love" 12. "I Want It All" 13. "Love of My Life" 14. "Somebody to Love" 15. "Crazy Little Thing Called Love" 16. "Drum Battle" 17. "Under Pressure" 18. "I Want to Break Free" 19. "Who Wants to Live Forever"(зі вступом на плівці "You Take My Breath Away") 20. "Last Horizon" 21. "Guitar Solo" 22. "Day-Oh" (спів Фредді з Queen at Wembley) 23. "Radio Ga Ga" 24. "Bohemian Rhapsody" Виступ на біс: 25. "We Will Rock You" 26. "We Are the Champions" 27. "God Save the Queen" (плівка) Пісні мало що грали: - "It's Late" (грали до 8 липня) - "Spread Your Wings" (грали до 6 липня) - "Happy Birthday" (грали 18 і 26 липня) - "Tie Your Mother Down" (грали 5 серпня) | Європейський тур 2017 року 1. "We Will Rock You" (тизер) 2. "Hammer to Fall" 3. "Stone Cold Crazy" 4. "Tie Your Mother Down" 5. "Another One Bites the Dust" 6. "Fat Bottomed Girls" 7. "Killer Queen" 8. "Don't Stop Me Now" 9. "Bicycle Race" 10. "I'm In Love With My Car" 11. "Get Down, Make Love" 12. "I Want It All" 13. "Love of My Life" 14. "Somebody to Love" 15. "Crazy Little Thing Called Love" 16. "Drum Battle" 17. "Under Pressure" 18. "A Kind of Magic" (грали з 12 листопада) 19. "I Want to Break Free" 20. "Whataya Want From Me" (не грали у британському етапі) 21. "Who Wants to Live Forever"(зі вступом на плівці "You Take My Breath Away") 22. "Last Horizon" 23. "Guitar Solo" 24. "Radio Ga Ga" 25. "Bohemian Rhapsody" Виступ на біс: 26. "Day-Oh" (спів Фредді з Queen at Wembley) 27. "We Will Rock You" 28. "We Are the Champions" 29. "God Save the Queen" (плівка) Пісні мало що грали: - "These Are the Days of Our Lives" (грали 28 і 30 листопада замість "A Kind of Magic") - "Tavaszi Szel Vizet Araszt" (грали 4 листопада) - "You've Got to Hide Your Love Away" (грали 28 листопада) - "Leaning on a Lampost" (грали 9 грудня) |

| Океанічний тур 2018 року 1. "We Will Rock You" (тизер) 2. "Hammer to Fall" 3. "Stone Cold Crazy" 4. "Tie Your Mother Down" 5. "Another One Bites the Dust" 6. "Fat Bottomed Girls" 7. "Killer Queen" 8. "Don't Stop Me Now" 9. "Bicycle Race" 10. "I'm In Love With My Car" 11. "Get Down, Make Love" 12. "I Want It All" 13. "Love of My Life" 14. "Somebody to Love" 15. "Crazy Little Thing Called Love" 16. "Drum Battle" 17. "Under Pressure" 18. "A Kind of Magic" 19. "Whataya Want From Me" 20. "I Want to Break Free" 21. "Who Wants to Live Forever"(зі вступом на плівці "You Take My Breath Away") 22. "Last Horizon" 23. "Guitar Solo" 24. "Radio Ga Ga" 25. "Bohemian Rhapsody" Виступ на біс: 26. "Day-Oh" (спів Фредді з Queen at Wembley) 27. "We Will Rock You" 28. "We Are the Champions" 29. "God Save the Queen" (плівка) Пісні мало що грали: - "These Are the Days of Our Lives" (грали замість "A Kind of Magic" 18 і 22 лютого, 3 і 6 березня) - "Waltzing Matilda" (грали 27 лютого і 6 березня) - "Highway to Hell" (грали 2 березня) - "Down Under" (грали 3 березня) | Європейський тур 2018 року 1. "Tear It Up" (не грали у Глазго та Дубліні) 2. "Seven Seas of Rhye" 3. "Tie Your Mother Down" 4. "Play the Game" 5. "Fat Bottomed Girls" 6. "Killer Queen" 7. "Don't Stop Me Now" 8. "Bicycle Race" 9. "I'm In Love With My Car" 10. "Another One Bites the Dust" 11. "Lucy" (не грали у Глазго та Дубліні) 12. "I Want It All" 13. "Love of My Life" 14. "Somebody to Love" 15. "Crazy Little Thing Called Love" 16. "Drum Battle" 17. "Under Pressure" 18. "I Want to Break Free" 19. "Who Wants to Live Forever"(зі вступом на плівці "You Take My Breath Away") 20. "Last Horizon" 21. "Guitar Solo" 22. "The Show Must Go On" 23. "Radio Ga Ga" 24. "Bohemian Rhapsody" Виступ на біс: 25. "Day-Oh" (спів Фредді з Queen at Wembley) 26. "We Will Rock You" 27. "We Are the Champions" 28. "God Save the Queen" (плівка) Пісні мало що грали: - "Concierto de Aranjuez" (грали 9 і 10 червня) - "'O sole mio"(грали 25 червня) - "The Bonnie Banks o' Loch Lomond""(грали 6 липня) |

## Дати туру
| Дата                      | Місто                     | Країна                    | Місце                                          | Відвідуваність            | Касовий збір              |
| Етап 1 — Північна Америка | Етап 1 — Північна Америка | Етап 1 — Північна Америка | Етап 1 — Північна Америка                      | Етап 1 — Північна Америка | Етап 1 — Північна Америка |
| ------------------------- | ------------------------- | ------------------------- | ---------------------------------------------- | ------------------------- | ------------------------- |
| 23 червня 2017            | Глендейл                  | США                       | Gila River Arena                               | 11,041 / 11,635           | $1,017,047                |
| 24 червня 2017            | Лас-Вегас                 | США                       | Т-Мобайл Арена                                 | 11,716 / 15,346           | $1,292,650                |
| 26 червня 2017            | Лос-Анджелес              | США                       | Hollywood Bowl                                 | 32,433 / 35,156           | $3,182,630                |
| 27 червня 2017            | Лос-Анджелес              | США                       | Hollywood Bowl                                 | 32,433 / 35,156           | $3,182,630                |
| 29 червня 2017            | Сан-Хосе                  | США                       | SAP Center                                     | 11,940 / 12,265           | $1,343,607                |
| 1 липня 2017              | Сіетл                     | США                       | KeyArena                                       | 11,077 / 11,908           | $1,138,564                |
| 2 липня 2017              | Ванкувер                  | Канада                    | Rogers Arena                                   | 12,363 / 12,363           | $1,114,680                |
| 4 липня 2017              | Едмонтон                  | Канада                    | Rogers Place                                   | —                         | —                         |
| 6 липня 2017              | Денвер                    | США                       | Pepsi Center                                   | 8,228 / 13,737            | $876,828                  |
| 8 липня 2017              | Омаха                     | США                       | CenturyLink Center Omaha                       | 9,155 / 13,883            | $734,216                  |
| 9 липня 2017              | Канзас-Сіті               | США                       | Sprint Center                                  | 10,384 / 10,384           | $934,820                  |
| 13 липня 2017             | Чикаго                    | США                       | United Center                                  | 12,537 / 13,725           | $1,262,869                |
| 14 липня 2017             | Сент-Пол                  | США                       | Xcel Energy Center                             | 13,723 / 14,977           | $1,202,548                |
| 17 липня 2017             | Монреаль                  | Канада                    | Bell Centre                                    | 10,624 / 12,651           | $904,046                  |
| 18 липня 2017             | Торонто                   | Канада                    | Air Canada Centre                              | 14,927 / 14,927           | $1,482,010                |
| 20 липня 2017             | Оберн-Гіллс               | США                       | The Palace of Auburn Hills                     | 10,410 / 12,442           | $990,523                  |
| 21 липня 2017             | Клівленд                  | США                       | Quicken Loans Arena                            | 11,405 / 14,504           | $1,073,355                |
| 23 липня 2017             | Анкасвілл                 | США                       | Mohegan Sun Arena                              | 6,440 / 6,667             | $884,680                  |
| 25 липня 2017             | Бостон                    | США                       | TD Garden                                      | 10,984 / 11,486           | $1,139,680                |
| 26 липня 2017             | Ньюарк                    | США                       | Prudential Center                              | 10,941 / 10,941           | $1,120,744                |
| 28 липня 2017             | Бруклін                   | США                       | Barclays Center                                | 12,874 / 12,874           | $1,337,636                |
| 30 липня 2017             | Філадельфія               | США                       | Wells Fargo Center                             | 12,335 / 12,850           | $1,195,327                |
| 31 липня 2017             | Вашингтон                 | США                       | Capital One Arena                              | 11,512 / 12,014           | $1,252,708                |
| 2 серпня 2017             | Нашвілл                   | США                       | Bridgestone Arena                              | 14,178 / 14,178           | $1,297,029                |
| 4 серпня 2017             | Даллас                    | США                       | American Airlines Center                       | 11,481 / 11,481           | $1,240,050                |
| 5 серпня 2017             | Х'юстон                   | США                       | Toyota Center                                  | 9,260 / 9,260             | $1,034,567                |
| Етап 2 — Європа           |                           |                           |                                                |                           |                           |
| 1 листопада 2017          | Прага                     | Чехія                     | O2 Arena                                       | —                         | —                         |
| 2 листопада 2017          | Мюнхен                    | Німеччина                 | Olympiahalle                                   | —                         | —                         |
| 4 листопада 2017          | Будапешт                  | Угорщина                  | Будапештська спортивна арена імені Ласло Паппа | —                         | —                         |
| 6 листопада 2017          | Лодзь                     | Польща                    | Atlas Arena                                    | —                         | —                         |
| 8 листопада 2017          | Відень                    | Австрія                   | Wiener Stadthalle                              | —                         | —                         |
| 10 листопада 2017         | Болонья                   | Італія                    | Unipol Arena                                   | —                         | —                         |
| 12 листопада 2017         | Амневіль                  | Франція                   | Galaxie Amnéville                              | —                         | —                         |
| 13 листопада 2017         | Амстердам                 | Нідерланди                | Ziggo Dome                                     | —                         | —                         |
| 17 листопада 2017         | Каунас                    | Литва                     | Žalgiris Arena                                 | —                         | —                         |
| 19 листопада 2017         | Гельсінкі                 | Фінляндія                 | Hartwall Arena                                 | —                         | —                         |
| 21 листопада 2017         | Стокгольм                 | Швеція                    | Friends Arena                                  | —                         | —                         |
| 22 листопада 2017         | Копенгаген                | Данія                     | Royal Arena                                    | —                         | —                         |
| 25 листопада 2017         | Дублін                    | Ірландія                  | 3Arena                                         | —                         | —                         |
| 26 листопада 2017         | Белфаст                   | Північна Ірландія         | SSE Arena Belfast                              | —                         | —                         |
| 28 листопада 2017         | Ліверпуль                 | Англія                    | Echo Arena Liverpool                           | —                         | —                         |
| 30 листопада 2017         | Бірмінгем                 | Англія                    | Arena Birmingham                               | —                         | —                         |
| 1 грудня 2017             | Ньюкасл                   | Англія                    | Metro Radio Arena                              | —                         | —                         |
| 3 грудня 2017             | Глазго                    | Шотландія                 | SSE Hydro                                      | 11,227 / 11,230           | $1,159,380                |
| 5 грудня 2017             | Ноттінгем                 | Англія                    | Motorpoint Arena Nottingham                    | —                         | —                         |
| 6 грудня 2017             | Лідс                      | Англія                    | First Direct Arena                             | —                         | —                         |
| 8 грудня 2017             | Шеффілд                   | Англія                    | FlyDSA Arena                                   | —                         | —                         |
| 9 грудня 2017             | Манчестер                 | Англія                    | Manchester Arena                               | 15,639 / 15,639           | $1,626,890                |
| 12 грудня 2017            | Лондон                    | Англія                    | The O2 Arena                                   | 35,049 / 36,922           | $3,572,980                |
| 13 грудня 2017            | Лондон                    | Англія                    | The O2 Arena                                   | 35,049 / 36,922           | $3,572,980                |
| 15 грудня 2017            | Лондон                    | Англія                    | Wembley Arena                                  | —                         | —                         |
| 16 грудня 2017            | Бірмінгем                 | Англія                    | Arena Birmingham                               | —                         | —                         |
| Етап 3 — Океанія          |                           |                           |                                                |                           |                           |
| 17 лютого 2018            | Окленд                    | Нова Зеландія             | Spark Arena                                    | 19,389 / 19,389           | $2,712,350                |
| 18 лютого 2018            | Окленд                    | Нова Зеландія             | Spark Arena                                    | 19,389 / 19,389           | $2,712,350                |
| 21 лютого 2018            | Сідней                    | Австралія                 | Sydney Super Dome                              | 24,791 / 25,708           | $3,357,960                |
| 22 лютого 2018            | Сідней                    | Австралія                 | Sydney Super Dome                              | 24,791 / 25,708           | $3,357,960                |
| 24 лютого 2018            | Брисбен                   | Австралія                 | Brisbane Entertainment Centre                  | 9,681 / 9,681             | $1,322,200                |
| 27 лютого 2018            | Аделаїда                  | Австралія                 | Adelaide Entertainment Centre                  | 13,936 / 13,936           | $1,702,470                |
| 28 лютого 2018            | Аделаїда                  | Австралія                 | Adelaide Entertainment Centre                  | 13,936 / 13,936           | $1,702,470                |
| 2 березня 2018            | Мельбурн                  | Австралія                 | Rod Laver Arena                                | 24,295 / 24,295           | $3,033,680                |
| 3 березня 2018            | Мельбурн                  | Австралія                 | Rod Laver Arena                                | 24,295 / 24,295           | $3,033,680                |
| 6 березня 2018            | Перт                      | Австралія                 | Perth Arena                                    | 12,720 / 12,720           | $1,732,180                |
| Етап 4 — Європа           |                           |                           |                                                |                           |                           |
| 7 червня 2018             | Лісабон                   | Португалія                | Altice Arena                                   | —                         | —                         |
| 9 червня 2018             | Мадрид                    | Іспанія                   | WiZink Center                                  | —                         | —                         |
| 10 червня 2018            | Барселона                 | Іспанія                   | Palau Sant Jordi                               | —                         | —                         |
| 13 червня 2018            | Кельн                     | Німеччина                 | Lanxess Arena                                  | —                         | —                         |
| 15 червня 2018            | Гернінг                   | Данія                     | Jyske Bank Boxen                               | —                         | —                         |
| 17 червня 2018            | Форнебу                   | Норвегія                  | Telenor Arena                                  | —                         | —                         |
| 19 червня 2018            | Берлін                    | Німеччина                 | Mercedes Benz Arena                            | —                         | —                         |
| 20 червня 2018            | Гамбург                   | Німеччина                 | Barclaycard Arena                              | —                         | —                         |
| 25 червня 2018            | Мілан                     | Італія                    | Mediolanum Forum                               | —                         | —                         |
| 27 червня 2018            | Роттердам                 | Нідерланди                | Ahoy Rotterdam                                 | —                         | —                         |
| 29 червня 2018            | Антверпен                 | Бельгія                   | Sportpaleis                                    | —                         | —                         |
| 1 липня 2018              | Лондон                    | Англія                    | Wembley Arena                                  | 10,799 / 10,831           | $1,098,510                |
| 2 липня 2018              | Лондон                    | Англія                    | The O2 Arena                                   | 32,471 / 35,870           | $3,276,590                |
| 4 липня 2018              | Лондон                    | Англія                    | The O2 Arena                                   | 32,471 / 35,870           | $3,276,590                |
| 6 липня 2018              | Глазго                    | Шотландія                 | Glasgow Green                                  | —                         | —                         |
| 8 липня 2018              | Дублін                    | Ірландія                  | Marlay Park                                    | —                         | —                         |
| Загалом                   | Загалом                   | Загалом                   | Загалом                                        | 501,965 / 537,875 (93 %)  | $53,648,004               |

## Учасники туру
| - Браян Мей — електричні та акустичні гітари, вокал - Роджер Тейлор — ударні, вокал - Адам Ламберт — головний вокал - Фредді Мерк'юрі — вокал (попередньо записаний) | Додаткові музиканти: - Спайк Едні — клавішні, вокал - Нейл Фейрклаг — бас-гітара, вокал - Тайлер Воррен — ударні, додаткові барабани, вокал |